# Metanoea malickyi
Metanoea malickyi är en nattsländeart som beskrevs av Füsun Sipahiler 1992. Metanoea malickyi ingår i släktet Metanoea och familjen husmasknattsländor. Inga underarter finns listade i Catalogue of Life.